# Франческо Молінарі Праделлі
Франческо Молінарі Праделлі (Болонья, 6 липня 1911 — Болонья, 8 серпня 1996) — італійський диригент.

## Біографія
Навчався в Болоньї по класу фортепіано і композиції, після цього продовжив навчання в Національній академії Санта-Чечілія в Римі, додатково вивчав диригування разом з Бернардіно Молінарі (з яким не мав родинних зв'язків). В 1938 році в Римі отримав диплом диригента.
Наступного року, з величезним успіхом, дебютував в Болоньї з оперою «Любовний напій» Гаетано Доніцетті. Успішний дебют допоміг йому розпочати свій перший гастрольний італійський тур в театрах Бергамо і Бреші. Його популярність допомагає йому дебютувати в Театрі Ла Скала в Мілані в 1946 році (рік, в який театр вперше відкрив свої двері після бомбардувань Другої світової війни).
За кордоном дебютує в 1956 році в Лондонському Ковент Гарден, диригуючи Ренаті Тебалді, яка виконує партію Тоски в однойменній опері Джакомо Пуччіні.
Пересікає Атлантичний океан в 1957 році й знову з величезним успіхом дебютує в Сан-Франциско.
Його співпраця з найбільш відомими театрами і оркестрами не має меж: від Віденської Державної опери до Нью-Йоркської «Метрополітен-опера».
В Італії диригував хором і симфонічним оркестром італійської телерадіокомпанії RAI, оркестром Римського оперного театру, Національної Академії Санта-Чечілія, Пармського театру Редджіо, Венеціанського оперного театру «Ла Феніче». Записав незлічену кількість пластинок, співпрацюючи з найбільш відомими звукозаписними марками: Decca, EMI, Universal MG, London Records, Rca Records, Myto та ін.
Джузеппе ді Стефано, Лучано Паваротті, Лейла Генджер, Монсеррат Кабальє, Біргіт Нільссон, Микола Гедда, Джоан Сазерленд, Маріо дель Монако, Рената Скотто і багато інших відомих співаків працювали з ним.
Крім диригування, займався також акомпануванням на фортепіано речитативів.
Франческо Молінарі Праделлі був відомий також як колекціонер і великий поціновувач образотворчого мистецтва, особливо мистецтва періоду XVI–XVIII століть: під час своїх незлічених робочих поїздок скуповував картини.
В 1984 році (26 травня — 29 серпня) в Болоньї в Палаццо дель Подеста відбулася виставка його колекції і з цього приводу було видано також і каталог «Колекція Молінарі Праделлі: картини 17-18 стт. Болонья, Палаццо дель Подеста, 26 травня — 29 серпня 1984»

## Дискографія
- Джузеппе Верді: Симоне Бокканегра - (Cetra (casa discografica), 1951)
- Фрідріх фон Флотов: Марта - (Cetra, 1953)
- Жуль Массне: Вертер - (Cetra, 1953)
- Джузеппе Верді: Травіата - (Decca, 1954)
- Джакомо Пуччіні: Манон Леско - (Decca, 1954)
- Гаетано Доніцетті: Любовний напій - (Decca, 1955)
- Джузеппе Верді: Сила долі - (Decca, 1955)
- Джакомо Пуччіні: Тоска - (Decca, 1959)
- The Art of the Prima Donna: "Джоан Сазерленд" - (Decca, 1960)
- Джакомо Пуччіні: Турандот - (EMI, 1965)
- Джакомо Пуччіні: Ластівка - (RCA, 1966)